# 德永站

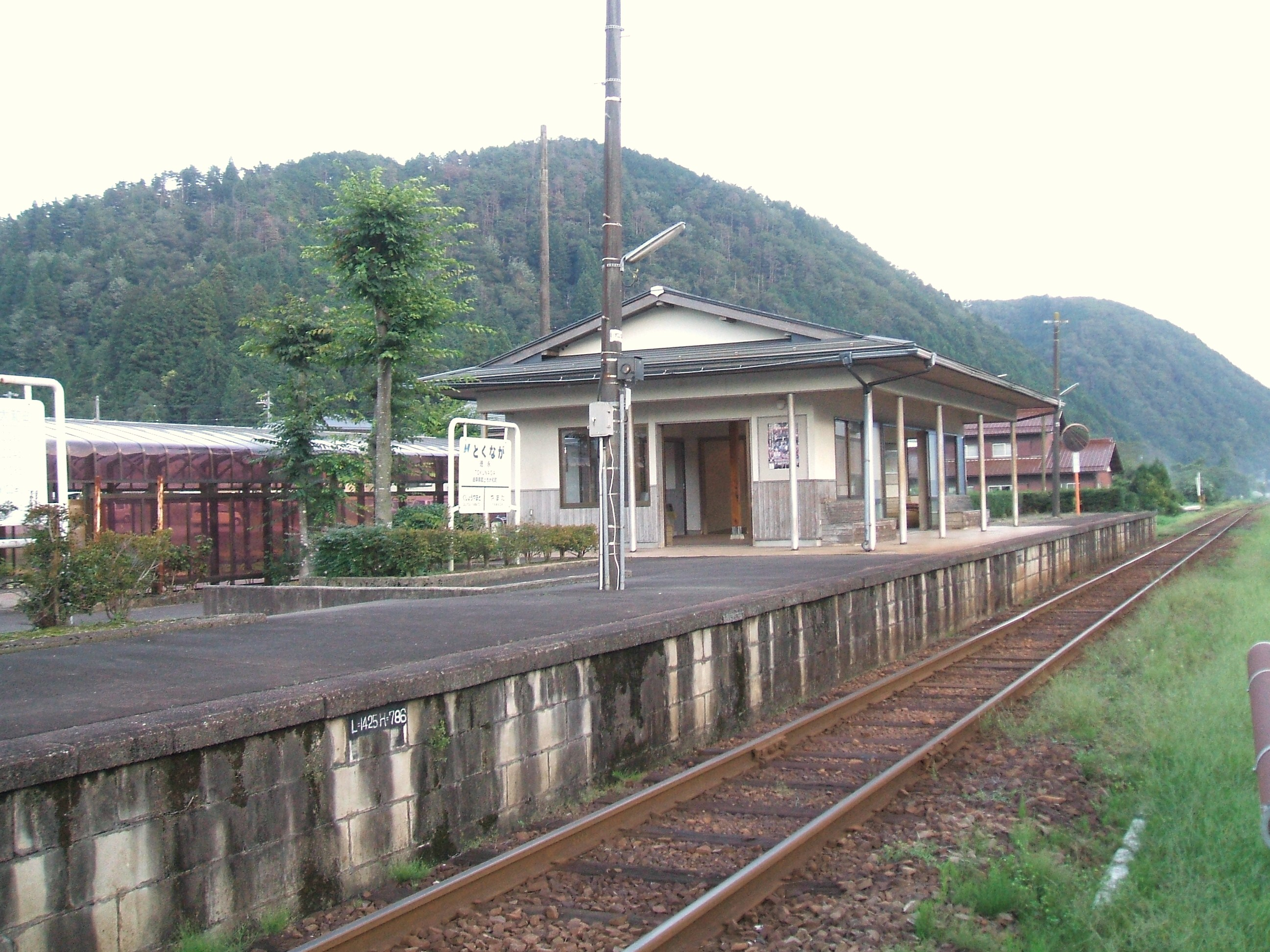
月台

德永站（日语：／ Tokunaga eki */?）是位於岐阜縣郡上市大和町德永，長良川鐵道的越美南線車站。車站編號是28。

## 歷史
- 1955年（昭和30年）3月1日 - 國鐵車站啟用[1]。為旅客車站。
- 1986年（昭和61年）12月11日 - 國鐵越美南線由長良川鐵道接管，成為長良川鐵道車站[1]。

## 車站構造
車站是一座地面車站，設有1面1線單式月台。
此站是無人車站。此站設有單車停泊場，沒有停車場。此站設有濕廁和自動販賣機。

## 使用狀況
| 年度               | 1日平均 乘車人次 | 1日平均 乘車人次 |
| ------------------ | ---------------- | ---------------- |
| 2011年（平成23年） | 18               |                  |
| 2012年（平成24年） | 34               |                  |
| 2013年（平成25年） | 19               |                  |
| 2014年（平成26年） | 17               |                  |
| 2015年（平成27年） | 30               |                  |

## 車站周邊
- 郡上市政廳大和廳舍
- 大和綜合中心
- 大和郵局
- 大和河濱鎮PIO
- 大和生涯學習中心
- 奧長良Wind Park
- JA Megu美濃（日语：JAめぐみの）大和南分店
- 羅森郡上大和店
- V・drug（日语：中部薬品）大和店
- 三洋堂書店（日语：三洋堂書店）大和店
- 郡上市立大和南小學
- 國道156號
- 岐阜縣道52號白鳥板取線（日语：岐阜県道52号白鳥板取線）
- 岐阜縣道318號寒水德永線（日语：岐阜県道318号寒水徳永線）
- 東海北陸自動車道
- 長良川
- 栗巢川
- 明建神社（日语：明建神社）
- 古今傳授之里場博物館
- 喜藤眼科
- 櫻牙科
- 岐阜巴士「郡上德永」巴士站

## 相鄰車站
長良川鐵道
越美南線
山田（27）－德永（29）－郡上大和（29）

## 注腳
1. 1 2 3  曾根悟（監修）. 朝日新聞出版分冊百科編集部（編集） , 编. . 週刊朝日百科. 26号 長良川鉄道・明知鉄道・樽見鉄道・三岐鉄道・伊勢鉄道. 朝日新聞出版. 2011-09-18: 10-11 （日语）.

## 外部連結
- 德永站｜【官方網站】長良川鐵道株式會社 （页面存档备份，存于）（日語）